# Complexe sportif Claude-Robillard
Le Complexe sportif Claude-Robillard (CSCR), appelé parfois le Centre Claude-Robillard, est une installation sportive polyvalente, située dans l'arrondissement d'Ahuntsic-Cartierville de la ville de Montréal au Canada.

## Survol
Le complexe comporte deux édifices : l'aréna Michel-Normandin d'une part et le complexe principal de l'autre. Au cœur du Complexe se trouve un bassin de natation aux dimensions internationales et un bassin de plongeon avec tours de 3, 5 et 10 mètres (utilisés par le club de natation CAMO), ainsi qu'une piste d'athlétisme intérieure, une salle omnisports, des gymnases, salles de combat, palestre de gymnastique, etc. À l'extérieur se trouvent d'autres installations : une piste d'athlétisme extérieure, un terrain naturel de soccer, un deuxième terrain muni d'une surface synthétique, des terrains de tennis, de squash, de baseball, de balle-molle et ainsi de suite. La piste extérieure et le terrain de soccer se trouvent au centre d'un stade pouvant accueillir 6 500 spectateurs.
Bon nombre de compétitions sportives d'ampleur nationale et internationale ont lieu au Complexe sportif Claude-Robillard. Parmi celles-ci se trouvent les Jeux de Montréal et le Défi sportif (compétitions pour athlètes handicapés). L'équipe de soccer, l'Impact de Montréal a élu domicile ici jusqu'en 2008, tout comme plusieurs clubs sportifs, dont certains se consacrent au niveau « élite », tandis que d'autres, comme Sports Montréal et APADOR, vise le public.

## Historique
Le Complexe sportif Claude-Robillard a été construit pour les Jeux olympiques d'été de 1976. On s'en servait pour les compétitions de handball et water polo ainsi que pour les séances d'entraînement d'athlétisme, natation et hockey sur gazon. Le Complexe sportif Claude-Robillard a été conçu par les architectes Robillard, Jetté, Caron. Lucien Robillard était le concepteur en chef. 

## Origine du nom
Le Complexe sportif Claude-Robillard porte le nom de Claude Robillard (1911–1968), ingénieur et premier directeur du service des parcs de la Ville de Montréal. On lui doit le Jardin des Merveilles, le réseau de piscines extérieures, le Théâtre de la Verdure du parc La Fontaine. Et plusieurs aménagements, dont les parcs Angrignon, Jarry, Mont-Royal, La Fontaine et l'île Sainte-Hélène, ont été nettoyés et renouvelés sous sa direction.

## Entraînement d'élite
Le Complexe sportif Claude-Robillard sert à développer des athlètes d'élite dans toutes les disciplines suivantes :

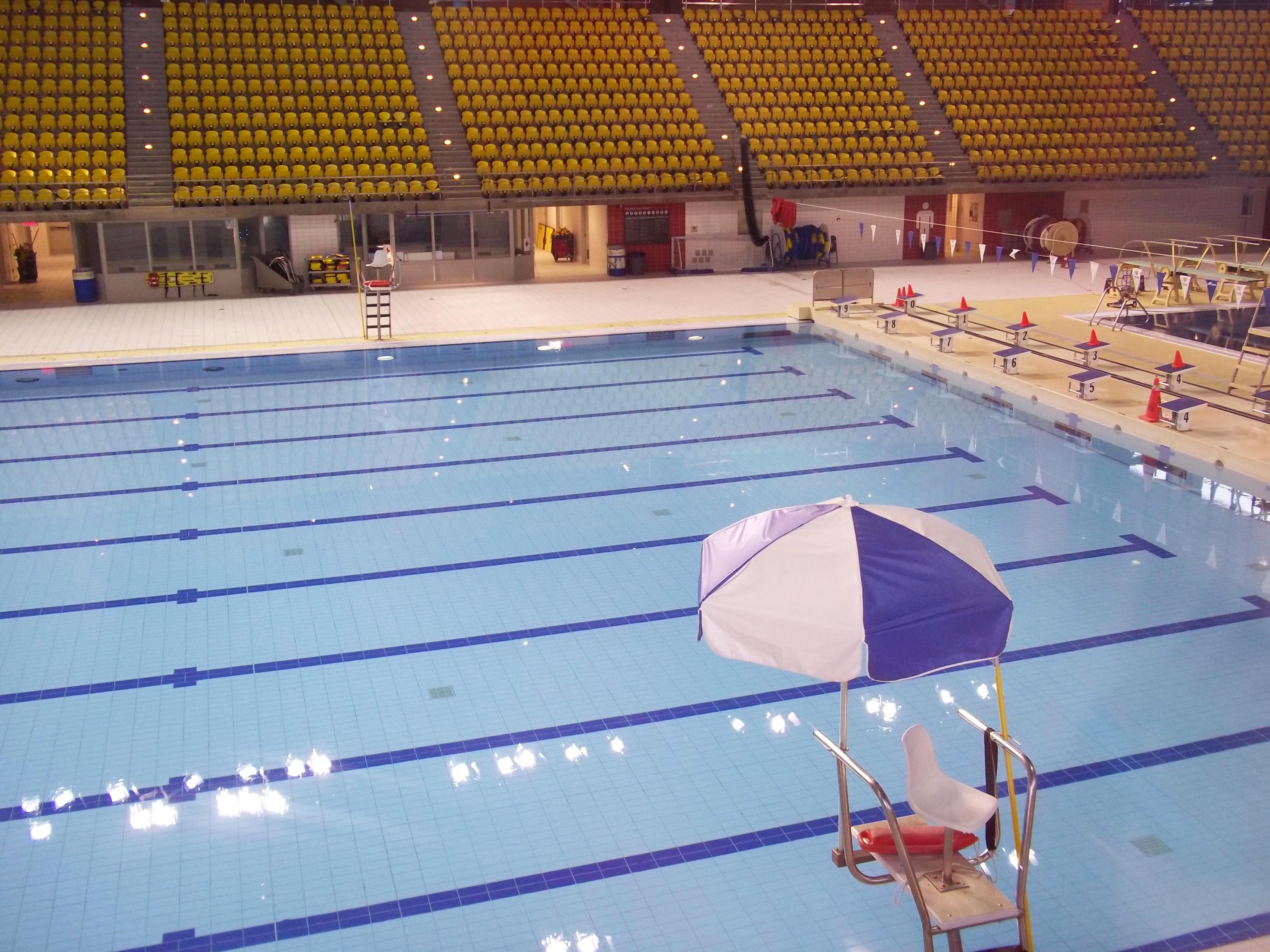
Piscine olympique

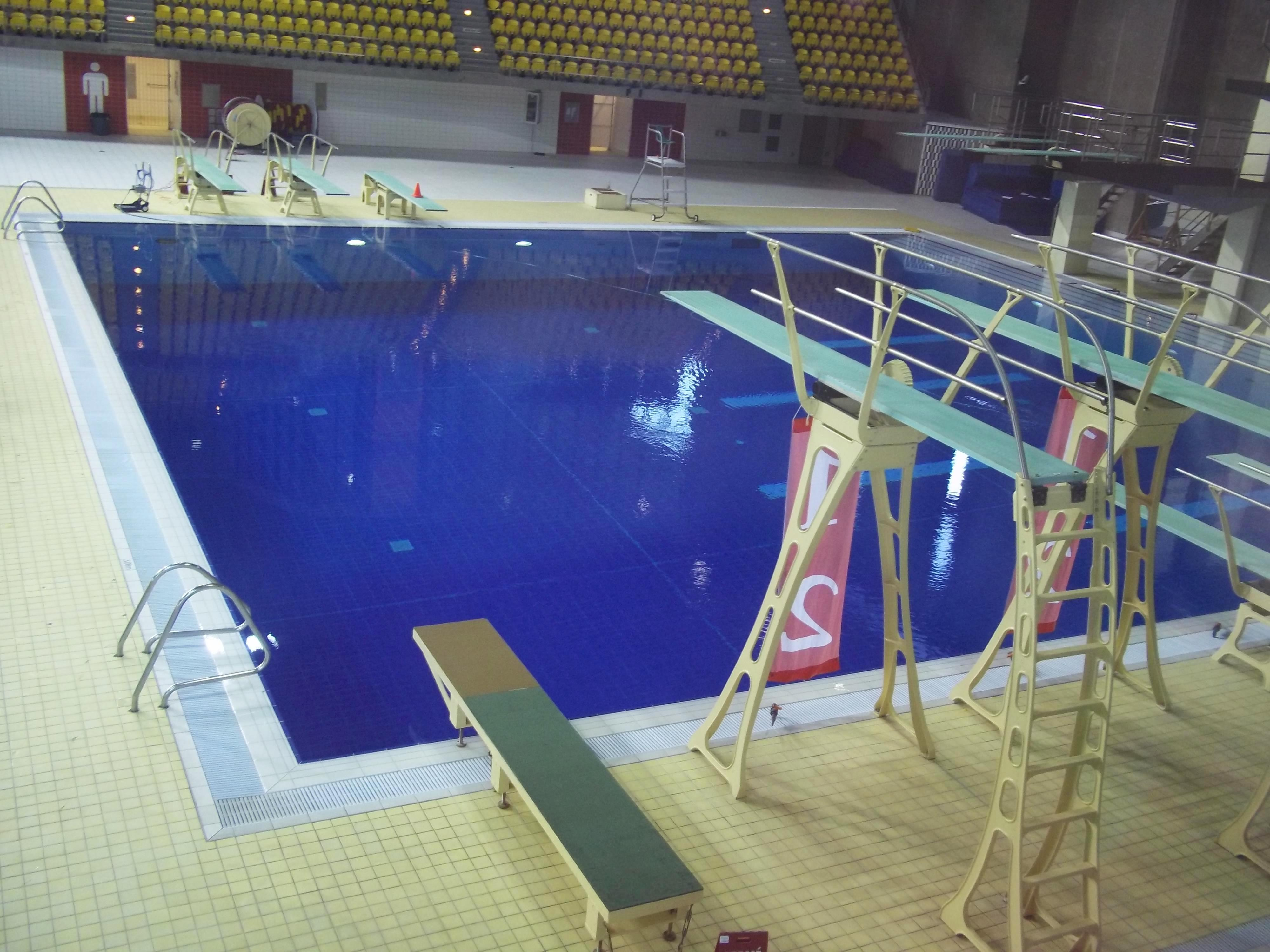
Bassin de plongeon

- Athlétisme
- Badminton
- Balle-molle
- Baseball
- Boxe
- Cheerleading
- Escrime
- Football canadien
- Gymnastique
- Haltérophilie
- Handball
- Judo
- Karaté
- Lutte
- Natation
- Patinage artistique
- Patinage de vitesse
- Plongeon
- Soccer
- Softball
- Squash
- Tennis de table
- Tir à l'arc
- Water polo